# Skršín
Skršín (německy Skirschina) je obec, která se nachází v okrese Most v Ústeckém kraji. Skršín leží zhruba 10 km jihovýchodně od města Mostu pod Skršínským vrchem (389 m). Obcí prochází silnice I/15 z Mostu na Lovosice. Než byl postaven obchvat, procházela obcí i silnice I/28 na Louny. Přes obec vede zeleně značená turistická stezka z Bedřichova Světce na Dobrčice a Lužici. Skršín leží na území CHKO České středohoří na jeho západní hranici. Ke Skršínu náležejí ještě osady Dobrčice a Chrámce. Žije zde 297 obyvatel.

## Název
Název vesnice je odvozen z osobního jména Skrcha. V historických pramenech se jméno objevuje ve tvarech: Scrisin (1100), Skršín (1437), Skrssin (1467), w Skrssinie (1499), Kirschina (1690), Khirschin (1701), Skiržina (1787), Skirschina a česky Skiřín (1833).

## Historie
První písemná zmínka o vesnici pochází z roku 1100. Roku 1102 daroval Vršovec Nemoj ves Skršín vyšehradskému kostelu (Scrisin). V roce 1436 daroval ves a dvůr císař Zikmund Jakoubkovi z Vřesovic. Po něm ji vlastnil jeho vnuk Jindřich. V 17. století se jako majitel Skršína uvádí vladycký rod z Dubnice.
Tradiční obživou obyvatel bylo zemědělství a ves si zemědělský charakter podržela dodnes. Na počátku 20. století byl u obce lom na křemen.

## Obyvatelstvo
Při sčítání lidu v roce 1921 zde žilo 214 obyvatel (z toho 210 mužů), z nichž bylo 32 Čechoslováků a 182 Němců. Kromě jednoho člena církve izraelské se ostatní hlásili k římskokatolické církvi. Podle sčítání lidu z roku 1930 měla vesnice 209 obyvatel: 39 Čechoslováků, 164 Němců, jednoho příslušníka jiné národnosti a pět cizinců. Výrazně převažovala římskokatolická většina, ale po jednom zástupci měly církve československá, izraelská, jiné nezjišťované církve a jeden člověk byl bez vyznání.
|                                                                     | 1869 | 1880 | 1890 | 1900 | 1910 | 1921 | 1930 | 1950 | 1961 | 1970 | 1980 | 1991 | 2001 | 2011 | 2021 |
| ------------------------------------------------------------------- | ---- | ---- | ---- | ---- | ---- | ---- | ---- | ---- | ---- | ---- | ---- | ---- | ---- | ---- | ---- |
| Obyvatelé                                                           | 203  | 246  | 239  | 238  | 245  | 214  | 209  | 103  | 97   | 79   | 59   | 68   | 97   | 108  | 154  |
| Domy                                                                | 39   | 43   | 42   | 42   | 47   | 41   | 43   | 35   | 55   | 24   | 25   | 31   | 39   | 44   | 62   |
| Data z roku 1961 zahrnují i domy místních částí Dobrčice a Chrámce. |      |      |      |      |      |      |      |      |      |      |      |      |      |      |      |

## Obecní správa
Od roku 1717 patřil Skršín k chotkovskému panství Bělušice. Jeho součástí zůstal až do roku 1848. Po roce 1850 se stal osadou obce Kozly v tehdejším okrese Teplice. Patřil do farního obvodu Bečov a škola byla v Bedřichově Světci. Ve dvacátých letech 20. století se Skršín osamostatnil. V letech 1896–1935 byl Skršín v okrese Duchcov, poté až do roku 1960 v okrese Bílina a od roku 1960 je součástí okresu Most.[zdroj?]

### Části obce
- Skršín
- Dobrčice
- Chrámce

### Obecní symboly
Znak a vlajka byly obci uděleny rozhodnutím předsedy Poslanecké sněmovny Parlamentu České republiky dne 12. května 2016.

## Pamětihodnosti
- Barokní socha Nejsvětější Trojice z roku 1734 na návsi
- Zaniklá pseudogotická kaple Nejsvětější Trojice